# Šrajbarski turn
Grad Šrajbarski turn, tudi grad Leskovec (nemško Turn am Hard), je grajsko poslopje, ki leži v Leskovcu pri Krškem.

## Zgodovina
Šrajbarski turn se prvič omenja leta 1436, ko bi naj tukaj bila dva dvorca. Šrajbarski turn je bil takrat v rokah barona Johanna Dürrerja (von der Dur), ki ga je imel v lasti sočasno s Celjskimi grofi in ga njim pozneje prodal. Znano je, da je bil takrat mogočen grad Leskovec leta 1515 napaden in oplenjen s strani kmečkih upornikov. Celjskim grofom so po letu 1456 sledili naslednji lastniki:
- baron Janez Krstnik Valvasor (do leta 1581),
- rodbina Moscon (1581-1653)
- Auersperg (1653-1903)
- Peter grof Zrinski (1653-1658)
- rodbina Auersperg (1658-1910)
- baron Gagern,
- dr. Trenz.

Sredi 17. stoletja so grad in posest pridobili grofje Auerspergi, ki so bili z vmesnimi presledki njegovi lastniki še leta 1903. Vmes so ga Auerspergi že čez en mesec prodal grofu Petru Zrinjskemu. Grad je leta 1685 kupil grof  Janez Herbert Auersperg, general v Karlovcu. V posesti Turjačanov je ostal do leta 1903, ko sta ga kupila posestnik Karel Kotnik iz Verda in Jožef Lenarčič iz Vrhnike. Po prvi svetovni vojni je bil graščak v Šrajbarskem Turnu pisatelj Friderik Gagern. Zadnji lastniki so bili Trenzi iz Šentjerneja, ki so grad 1938 preuredili v letovišče.

## Arhitektura
Šrajbarski turn je značilen primerek središčno zasnovane obrambne arhitekture z vogalnimi stolpi in v sredini s pravokotnim notranjim arkadiranim dvoriščem. Verjetno je iz druge četrtine 16. stoletja.
Grajski stavbni razvoj je bil v sredi 16. stoletja v glavnem zaključen. Štirje stanovanjski trakti oklepajo največjo arhitekturno vrednoto tega objekta – lepo arkadno dvorišče. Arkade so oprte na renesančne kapitele, med njimi se še kažejo redki ostanki nekdanje poslikave, ohranjena pa je tudi naslikana sončna ura. Nad grajskim vhodom je relief z grbom družin Auersperg-Falkenhayn, na dvoriščni strani zgradbe pa vzidan grb plemiške družine Khysl.
Iz 17. stoletja je renesančno zasnovani grajski park, v katerem so postavili spominsko obeležje Alfonzu Paulinu (1853–1942), znamenitemu slovenskemu botaniku, sinu grajskega oskrbnika.
Območje gradu je razglašeno za kulturni spomenik državnega pomena.